# حريز (اسم)
حريز هو اسم علم مذكر من أصل عربي، ومعناه هو الحصين المنيع.

## شخصيات تحمل الاسم
- حريز أو أبو حريز
- حريز بن شراحيل الكندي

## وصلات خارجية
- موسوعة السلطان قابوس لأسماء العرب نسخة محفوظة 5 أبريل 2019 على موقع واي باك مشين.